# S/S Drottningholm (1909)

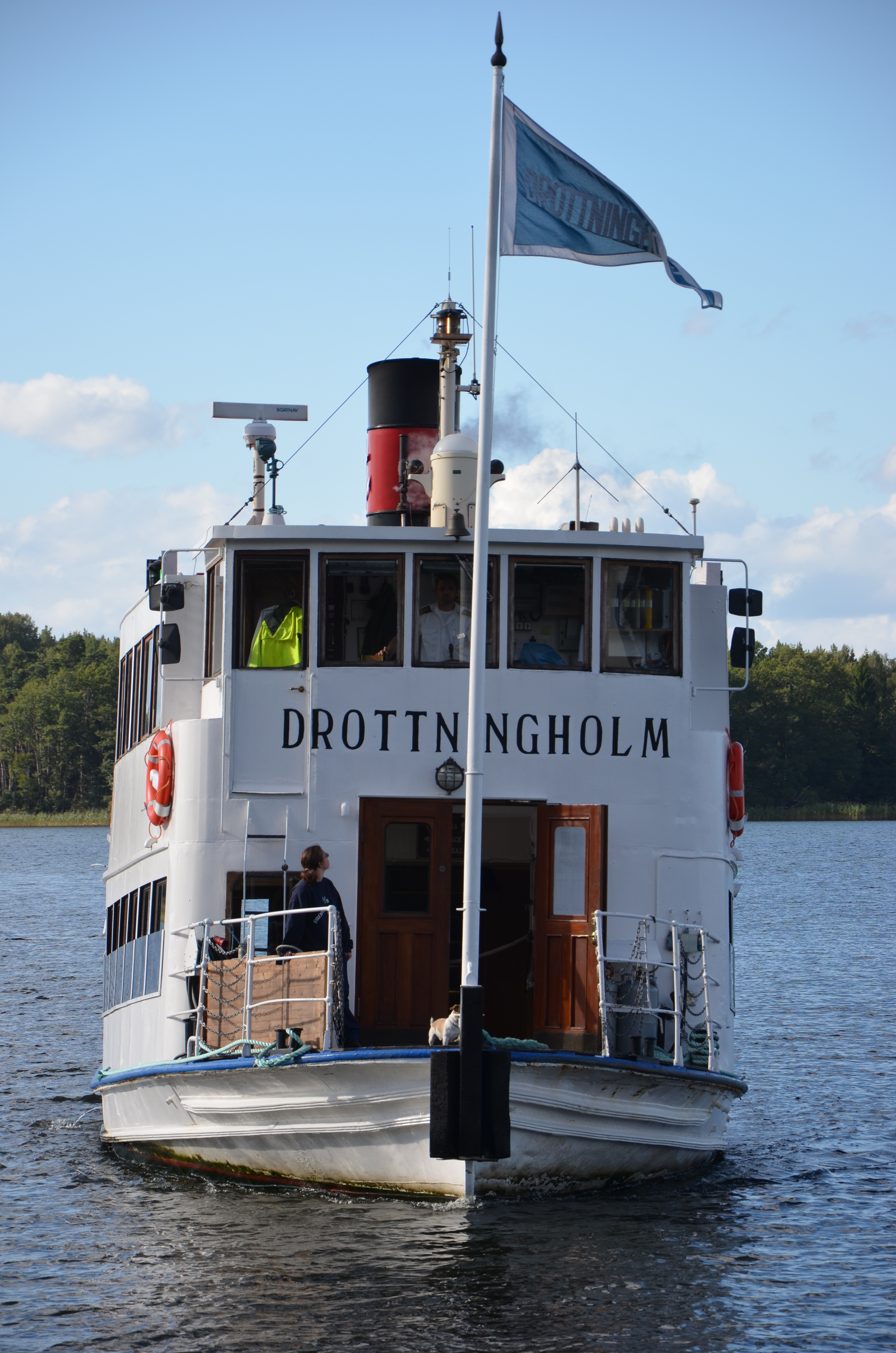
S/S Drottningholm vid Fridhemsbryggan

S/S Drottningholm är en ångslup som trafikerar traden Stockholms Stadshus – Drottningholms slott för Strömma Turism & Sjöfart i Stockholm. S/S Drottningholm är byggd 1909 på Motala Verkstad och hette ursprungligen S/S Valkyrian. Hon var ursprungligen 23 meter lång och 5,3 meter bred och systerfartyg till S/S Angantyr och S/S Fylgia.
S/S Valkyrian gick i trafik mellan Stockholm och södra Lidingö för Stockholms Ångslups AB. På 1960-talet figurerade hon som Saltkråkan I i TV-serien Vi på Saltkråkan, som bygger på Astrid Lindgrens berättelser.
År 1968 såldes hon till Ångfartygs AB Strömma Kanal och döptes om till Nya Strömma Kanal, men hon visade sig vara för djupgående för att kunna passera just Strömma kanal, så hon såldes 1969 vidare till Drottningholms Ångfartygs AB där hon fick sitt nuvarande namn Drottningholm.

## Fotogalleri

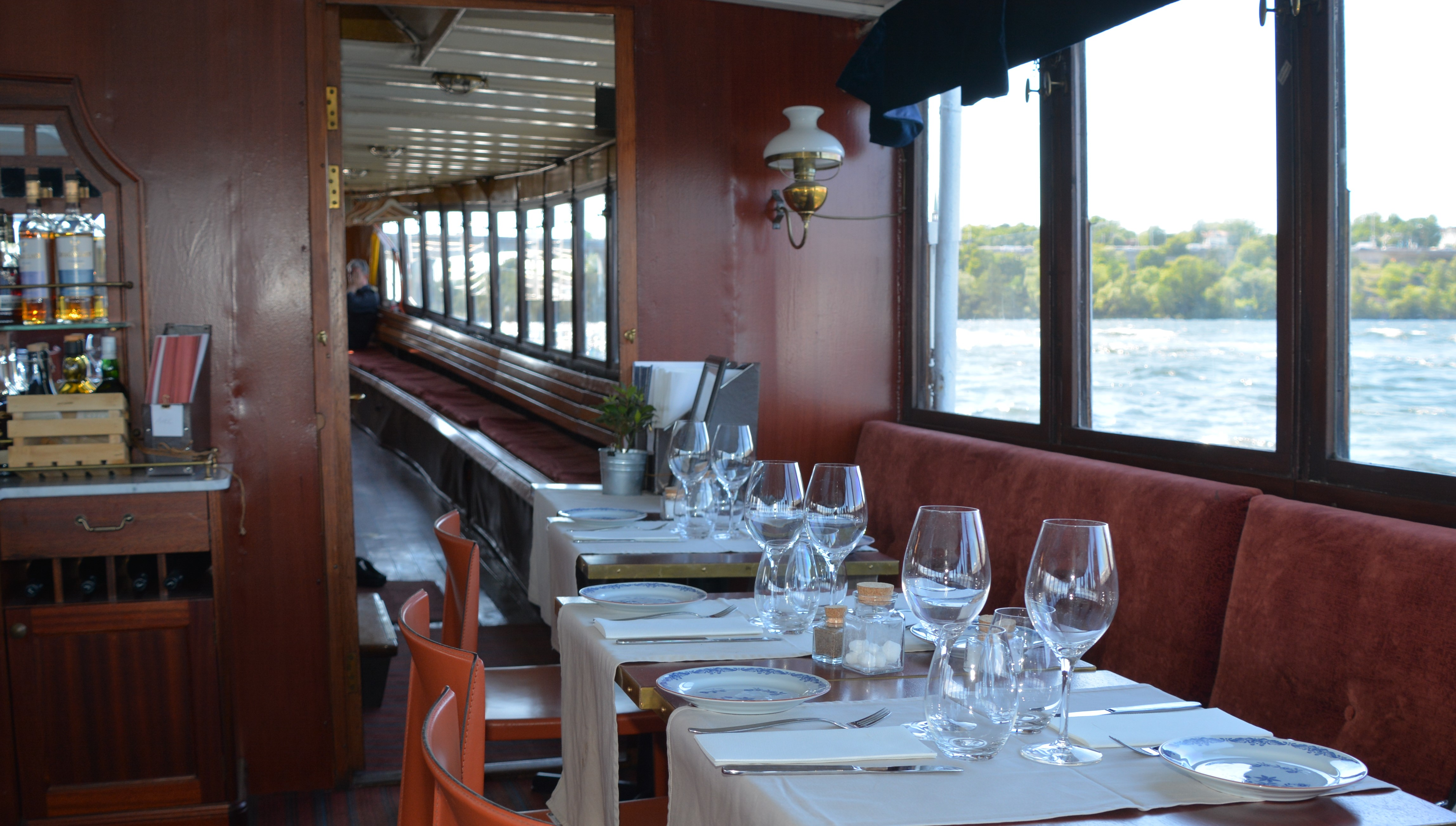
S/S Drottningholm, interiör
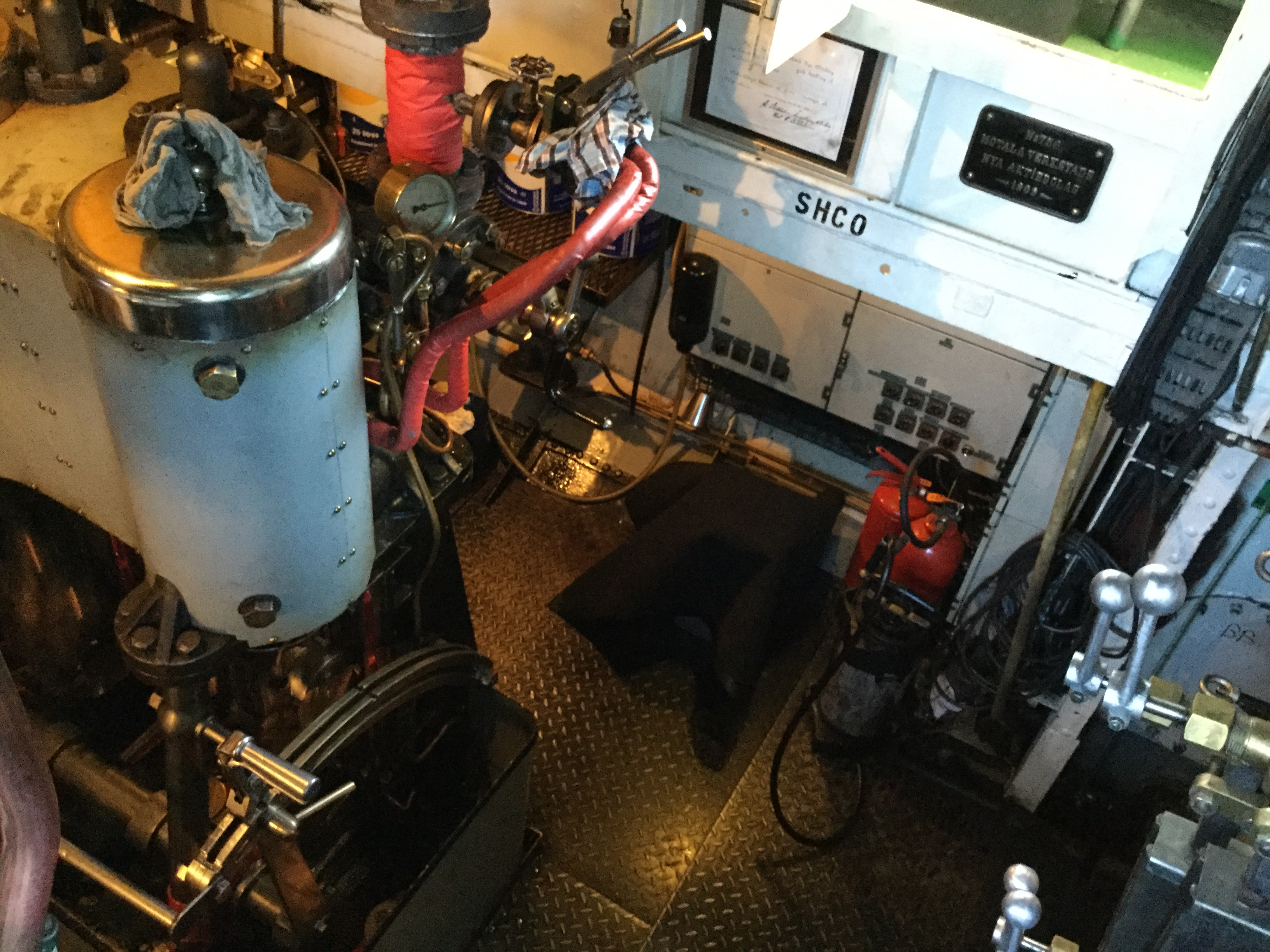
Maskinrummet på S/S Drottningholm
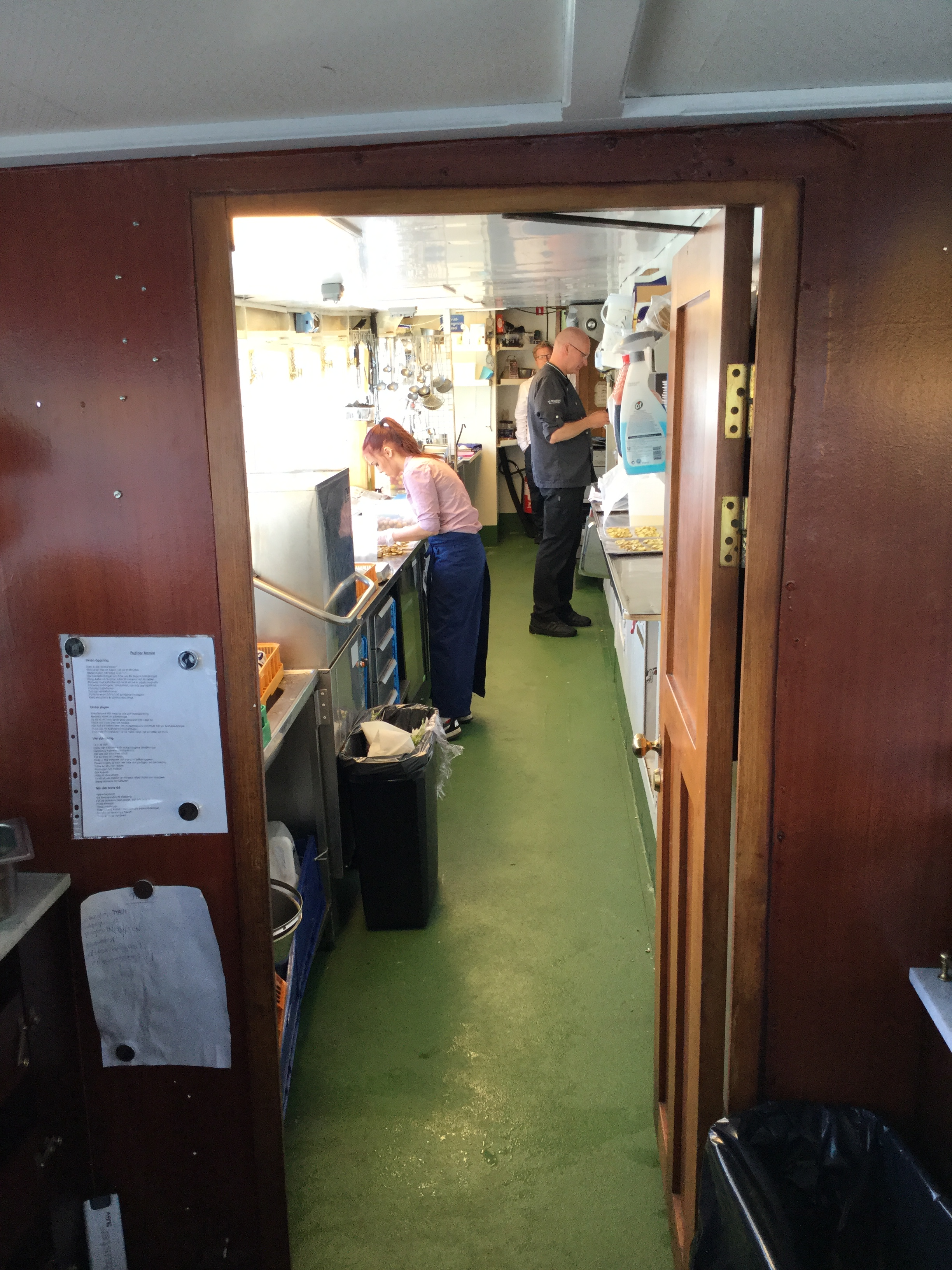
Kabyssen på S/S Drottningholm
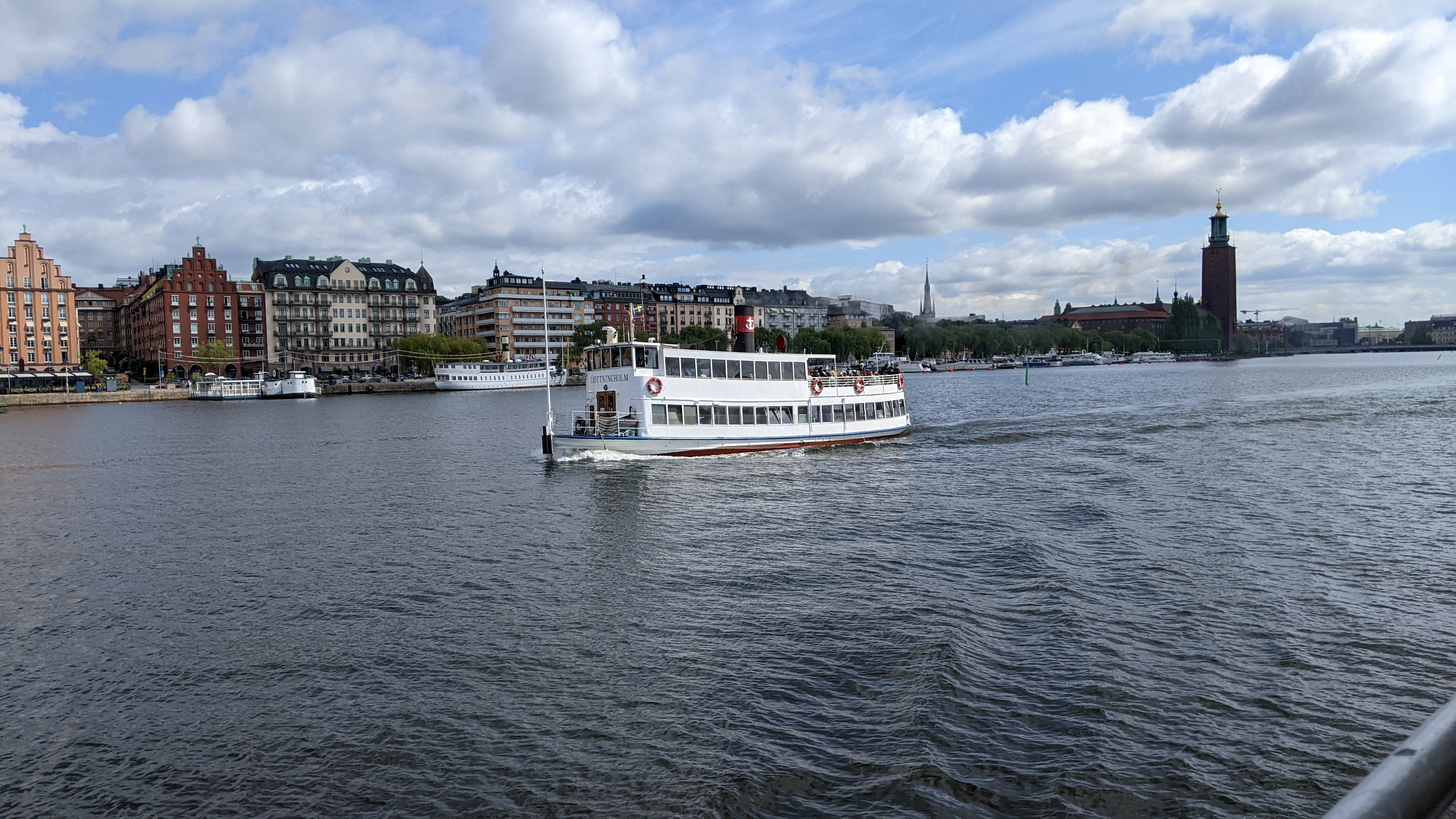
S/S Drottningholm på Riddarfjärden 2022